# Federico Moccia

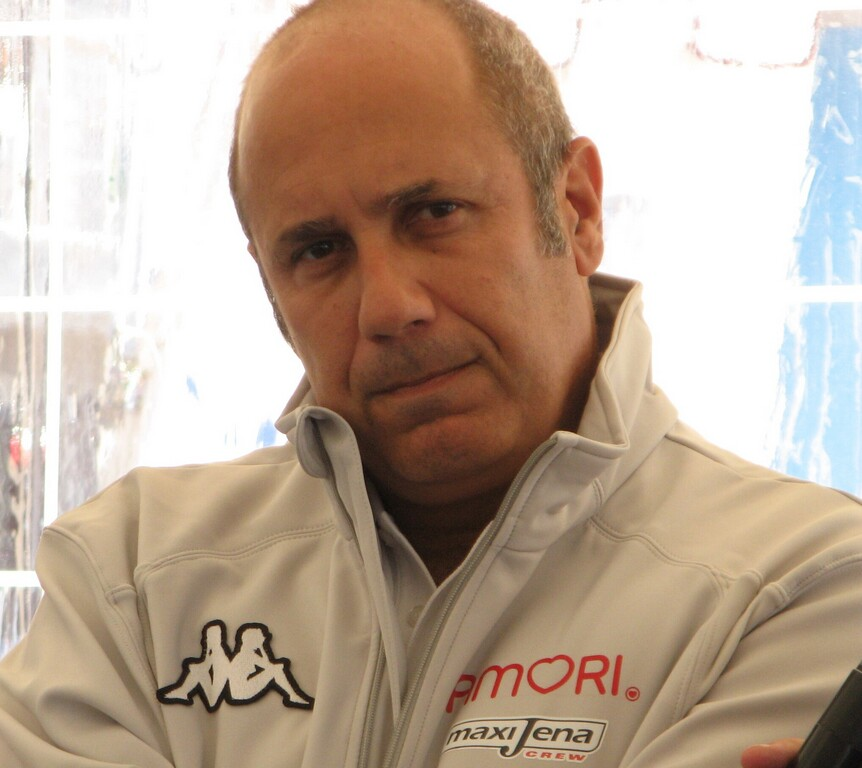
Federico Moccia

Federico Moccia (* 20. Juli 1963 in Rom) ist ein italienischer Schriftsteller, Filmregisseur und Drehbuchautor. Seine Liebesromane genießen unter italienischen Jugendlichen Kultstatus. Der Brauch, als Liebesschwur Vorhängeschlösser („Liebesschlösser“) an der Milvischen Brücke in Rom zu befestigen, wurde durch Moccias Buch Ho voglia di te ausgelöst.
Moccias Bücher wurden in mehrere Sprachen, darunter Deutsch, Englisch und Spanisch übersetzt. Einige wurden verfilmt, jedoch nicht im deutschsprachigen Raum gezeigt. Moccias viertes Buch, Cercasi Niki disperatamente, ist bisher nur auf Italienisch erschienen.
Moccia versuchte sich als Sohn des Regisseurs und Drehbuchautors Giuseppe Moccia auch bei einigen Filmen in Regie und Drehbuch, seit 2008 regelmäßig. Bereits 1982 war er bei einem Film Regieassistent gewesen; später arbeitete er fürs Fernsehen, bevor er selbst Kinofilme inszenierte.

## Werke
- Tre metri sopra il cielo. 1992, überarbeitete Fassung 2004[2]
  - Deutsch: Drei Meter über dem Himmel. Übers. Olaf Matthias Roth, 2010; Verfilmung: Drei Meter über dem Himmel
- Ho voglia di te. 2006
  - Deutsch: Ich steh auf dich. Übers. Brigitte Lindecke, 2012; Verfilmung: Ich steh auf dich
  - Römischer Kult. Nina Restemeier über den Roman, bes. die Übersetzung. ReLÜ, Rezensionen online, 5, 2007
- Scusa ma ti chiamo amore. 2007
  - Deutsch: Entschuldige, ich liebe dich! Übers. Brigitte Lindecke, 2010; 2014 verfilmt
- Cercasi Niki disperatamente. 2007
- Amore 14. 2008
- Scusa ma ti voglio sposare. 2009
- Tre volte te. 2017

## Filmografie
- 1987: Palla al centro
- 1989: College (Fernseh-Miniserie)
- 1996: Classe mista 3A
- 2008: Scusa ma ti chiamo amore
- 2009: Amore 14
- 2010: Scusa ma ti voglio sposare